# Cacoxenus guttatus
Cacoxenus guttatus is een vliegensoort uit de familie van de fruitvliegen (Drosophilidae). De wetenschappelijke naam van de soort is voor het eerst geldig gepubliceerd in 1960 door Hardy and Wheeler.